# Ɯ̀
Cette page contient des caractères spéciaux ou non latins. S’ils s’affichent mal (▯, ?, etc.), consultez la page d’aide Unicode.
Ɯ̀ (minuscule : ɯ̀), appelé M culbuté accent grave ou U dans l’U accent grave, est une lettre additionnelle utilisée dans l’écriture de l’emberá chamí. Elle est composée d’un M culbuté diacrité d’un accent grave.

## Représentation informatique
Le M culbuté accent grave peut être représenté par les caractères Unicode suivants :
- décomposé (latin étendu B, Alphabet phonétique international, diacritiques)[1],[2],[3]

| Formes    | Représentations | Chaînes de caractères | Points de code | Descriptions                                               |
| --------- | --------------- | --------------------- | -------------- | ---------------------------------------------------------- |
| capitale  | Ɯ̀               | Ɯ◌̀                    | U+019C U+0300  | lettre majuscule latine m culbuté diacritique accent grave |
| minuscule | ɯ̀               | ɯ◌̀                    | U+026F U+0300  | lettre minuscule latine m culbuté diacritique accent grave |